# Joe Dart
Joe Dart, né le 18 avril 1991 à Harbor Springs, Michigan, est un bassiste américain, membre du groupe Vulfpeck fondé en 2011.
Joe Dart joue de la basse depuis l'âge de 8 ans, tout d'abord influencé par Flea, le bassiste des Red Hot Chili Peppers. Il se passionne pour l'instrument, au point d'expliquer : « Je me suis mis à la basse comme mes amis se sont mis au sport. Ils allaient dans des camps sportifs, j'allais dans des camps musicaux. Je suis allé au conservatoire de Flea à Silverlake, Californie quand j'avais 14 ans, je me suis rendu au Berklee College of Music pour un week-end de basse à 16 ou 17 ans »
Au début des années 2010, il étudie à l'école de musique, danse et théâtre de l'Université du Michigan à Ann Arbor en même temps que Jack Stratton, Theo Katzman et Woody Goss, avec qui il fonde Vulfpeck en 2011. Le groupe, qui joue du funk, mais aussi des balades pop sous l'influence de Theo Katzman, et n'hésite pas sur scène, outre ses compositions, à reprendre des classiques comme I Want You Back ou September, va publier sept albums et quatre EPs, et se constituer une solide base de fans à travers le monde. 
Joe Dart est considéré comme un « sorcier de la basse », un nouveau phénomène de l'instrument se réclamant d'influences telles que Bernard Edwards ou Pino Palladino,. Un exemple de son jeu est l'instrumental Dean Town écrit par Woody Goss, sorti sur l'album de Vulfpeck The Beautiful Game en 2016, et dont le titre, tout comme la rapidité d'exécution et l'aspect « morceau pour la basse » rappelle clairement le Teen Town de Jaco Pastorius avec Weather Report,,. 
En 2019, l'entreprise Music Man crée une basse « Joe Dart signature » qu'il utilise désormais et qui présente la particularité de ne comporter qu'un seul bouton : le bouton de volume.
En 2021, il dévoile une nouvelle basse signature crée avec Music Man, la « Joe Dart Jr. ». Celle-ci est plus petite que la première, et n'a cette fois-ci plus aucun bouton.